# لوتار كوربيوفايت
لوتار كوربيوفايت (بالألمانية: Lothar Kurbjuweit) مواليد 6 نوفمبر 1950 في ريزا، ألمانيا الشرقية، هو لاعب كرة قدم ألماني دولي سابق كان يلعب كمدافع. سبق له أن لعب في كأس العالم لكرة القدم مع منتخب بلاده. فاز بميدالية أوليمبية في مسابقة كرة القدم.

## المسيرة الاحترافية

### أندية لعب لها
- كارل زايس يينا

## روابط خارجية
- لوثار كوربجويت على موقع الاتحاد الدولي (مؤرشف)  (الإنجليزية)
- لوثار كوربجويت على موقع قاعدة بيانات كرة القدم.إي يو (الإنجليزية)
- لوثار كوربجويت على موقع بيانات كرة القدم. دي إي (الألمانية)
- لوثار كوربجويت على موقع ناشيونال فوتبول تيمز (الإنجليزية)
- لوثار كوربجويت على موقع عالم كرة القدم.نت (الإنجليزية)
- لوثار كوربجويت على موقع أوليمبيديا (الإنجليزية)